# 克里斯·馬克思維爾
克里斯·馬克思維爾（英語：Chris Maxwell；1990年7月30日—）是一位威爾士足球運動員。在場上的位置是守門員。現時效力英冠球隊黑池。他也代表威爾士國家足球隊參賽。

## 外部連結
- Chris Maxwell profile （页面存档备份，存于） at Fleetwood Town F.C.
- 足球数据库：克里斯·馬克思維爾的球员统计数据